# U-638
| U-638                      | U-638                                                          | U-638                                                          |
| -------------------------- | -------------------------------------------------------------- | -------------------------------------------------------------- |
|                            |                                                                |                                                                |
|                            |                                                                |                                                                |
|                            |                                                                |                                                                |
| Під прапором               | Третій рейх                                                    | Третій рейх                                                    |
| Спуск на воду              | 8 липня 1942 року                                              | 8 липня 1942 року                                              |
| Виведений зі складу флоту  | 5 травня 1943 року                                             | 5 травня 1943 року                                             |
| Сучасний статус            | затоплений                                                     | затоплений                                                     |
| Проєкт                     |                                                                |                                                                |
| Тип ПЧ                     | Торпедний ДПЧ                                                  | Торпедний ДПЧ                                                  |
| Основні характеристики     |                                                                |                                                                |
| Швидкість (надводна)       | 17,7 вузлів                                                    | 17,7 вузлів                                                    |
| Швидкість (підводна)       | 7,6 вузлів                                                     | 7,6 вузлів                                                     |
| Робоча глибина занурення   | 100 м                                                          | 100 м                                                          |
| Гранична глибина занурення | 220 м                                                          | 220 м                                                          |
| Екіпаж                     | 44 осіб                                                        | 44 осіб                                                        |
| Розміри                    |                                                                |                                                                |
| Довжина найбільша (по КВЛ) | 67,1 м                                                         | 67,1 м                                                         |
| Ширина корпусу найб.       | 6,2 м                                                          | 6,2 м                                                          |
| Висота                     | 9,6 м                                                          | 9,6 м                                                          |
| Середня осадка (по КВЛ)    | 4,70 м                                                         | 4,70 м                                                         |
| Водотоннажність надводна   | 769 т                                                          | 769 т                                                          |
| Озброєння                  |                                                                |                                                                |
| Артилерія                  | одна палубна гармата калібру 88-мм, одна 20-мм зенітна гармата | одна палубна гармата калібру 88-мм, одна 20-мм зенітна гармата |
| Торпедно- мінне озброєння  | 4 носових і один кормовий ТА. 14 торпед або 26 мін             | 4 носових і один кормовий ТА. 14 торпед або 26 мін             |

U-638 — німецький підводний човен типу VIIC, часів  Другої світової війни.
Замовлення на будівництво човна було віддане 20 січня 1941 року. Човен був закладений на верфі суднобудівної компанії «Blohm + Voss» у Гамбурзі 16 жовтня 1941 року під будівельним номером 614, спущений на воду 8 липня 1942 року, 3 вересня 1942 року увійшов до складу 5-ї флотилії. Також за час служби перебував у складі 9-ї флотилії.
Човен зробив 2 бойових походи, в яких потопив 1 та пошкодив 1 судно.
Потоплений 5 травня 1943 року в Північній Атлантиці північно-східніше Ньюфаундленда (54°12′ пн. ш. 44°05′ зх. д. / 54.200° пн. ш. 44.083° зх. д.) глибинними бомбами британського корвета «Санфлавер». Всі 44 члени екіпажу загинули.

## Командири
- Оберлейтенант-цур-зее Оскар Штаудінгер (3 вересня — 8 грудня 1942)
- Капітан-лейтенант Гінріх-Оскар Бернбек (9 грудня 1942 — 31 березня 1943)
- Капітан-лейтенант Оскар Штаудінгер (1 квітня — 5 травня 1943)

## Потоплені та пошкоджені кораблі[3]
| Назва        | Тип           | Належність      | Дата           | Тоннаж (БРТ) | Вантаж | Статус     | Місце                                                       |
| Empire Light | танкер        | Велика Британія | 7 березня 1943 | 6 537        |        | пошкоджено |                                                             |
| Dolius       | торгове судно | Велика Британія | 5 травня 1943  | 5 507        | Баласт | потоплено  | 54°00′ пн. ш. 43°35′ зх. д. / 54.000° пн. ш. 43.583° зх. д. |